# It's Still Rock and Roll to Me
«It's Still Rock and Roll to Me» es una canción escrita e interpretada por Billy Joel, del álbum Glass Houses. Fue producida por Phil Ramone y lanzada en mayo de 1980 bajo el sello discográfico Columbia.
Alcanzó el número 1 en el Billboard Hot 100 durante dos semanas, desde el 19 de julio hasta el 1 de agosto de 1980, convirtiéndose en el primer sencillo número 1 de Joel en los Estados Unidos. La canción también llegó al puesto número 1 en la Canadian Singles Chart de Canadá.
El sencillo finalmente alcanzó el estatus de platino de la RIAA por ventas de más de 1 millón de copias en los Estados Unidos.

## Información de la canción
La canción transmite las críticas de Joel a la industria musical y a la prensa, comentando sobre los nuevos estilos musicales de la época, como el new wave, que son meros refritos de estilos musicales más antiguos. También aborda las tendencias y actitudes cambiantes de la época.
Vio al new wave similar a géneros más antiguos como el power pop y el rock and roll, comentando en una entrevista con Rolling Stone que "las canciones de la new wave, al parecer, solo pueden durar unos dos minutos y medio... Solo se puede tocar un cierto número de instrumentos en el disco, generalmente muy pocos... solo se permite o se puede escuchar una cierta cantidad de producción... El sonido tiene que limitarse a lo que se oye en un garaje... Un regreso a ese sonido es todo lo que está sucediendo ahora".

## Posicionamiento en listas
| Lista (1980-1981)                   | Máxima posición |
| ----------------------------------- | --------------- |
| Australia (Kent Music Report)       | 10              |
| Canadá (Canadian Singles Chart)     | 1               |
| Estados Unidos (Billboard Hot 100)  | 1               |
| Estados Unidos (Adult Contemporary) | 45              |
| Francia (French Singles Chart)      | 61              |
| Irlanda (IRMA)                      | 11              |
| Nueva Zelanda (Recorded Music NZ)   | 21              |
| Reino Unido (UK Singles Chart)      | 14              |

## Personal
- Billy Joel - voz principal y coros, piano acústico, piano eléctrico
- Dave Brown - guitarra eléctrica
- Russell Javors - guitarra eléctrica
- Doug Stegmeyer - bajo
- Liberty DeVitto - batería, percusión
- Richie Cannata - solo de saxofón